# Belize aux Jeux olympiques d'été de 2008
La délégation du Belize aux Jeux olympiques d'été de 2008 à Pékin comprend quatre athlètes : deux hommes et une femme en athlétisme et un homme en taekwondo. Il s'agit de la dixième apparition de l'État bélizien à des Jeux olympiques d'été depuis ses débuts en 1968 à Mexico au Mexique, trente-six après son indépendance.

## Athlètes engagés

### Athlétisme

#### Hommes
| Épreuve          | Athlète           | Séries   | Séries | Quarts de finale | Quarts de finale | Demi-finales | Demi-finales | Finale   | Finale |
| Épreuve          | Athlète           | Résultat | Rang   | Résultat         | Rang             | Résultat     | Rang         | Résultat | Rang   |
| ---------------- | ----------------- | -------- | ------ | ---------------- | ---------------- | ------------ | ------------ | -------- | ------ |
| 200 mètres       | Jayson Jones      | 21.54    | 6e     | -                | -                | -            | -            | -        | -      |
| 400 mètres haies | Jonathan Williams | 49.61    | 4e Q   | NC               | NC               | 49.64        | 6e           | -        | -      |

#### Femmes
| Epreuve          | Athlète       | Séries   | Séries | Quarts de finale | Quarts de finale | Demi-finales | Demi-finales | Finale   | Finale |
| Epreuve          | Athlète       | Résultat | Rang   | Résultat         | Rang             | Résultat     | Rang         | Résultat | Rang   |
| ---------------- | ------------- | -------- | ------ | ---------------- | ---------------- | ------------ | ------------ | -------- | ------ |
| Saut en longueur | Tricia Flores | 5,25m    | 20e    | -                | -                | -            | -            | -        | -      |

### Taekwondo
- -58 kg hommes : Alfonso Martinez

## Liste des médaillés

### Médailles d'or
| Sport            | Discipline | Sportifs | Performance |
| Médailles d'or : |            |          |             |

### Médailles d'argent
| Sport                | Discipline | Sportifs | Performance |
| Médailles d'argent : |            |          |             |

### Médailles de bronze
| Sport                 | Discipline | Sportifs | Performance |
| Médailles de bronze : |            |          |             |